# RGM-6飛彈

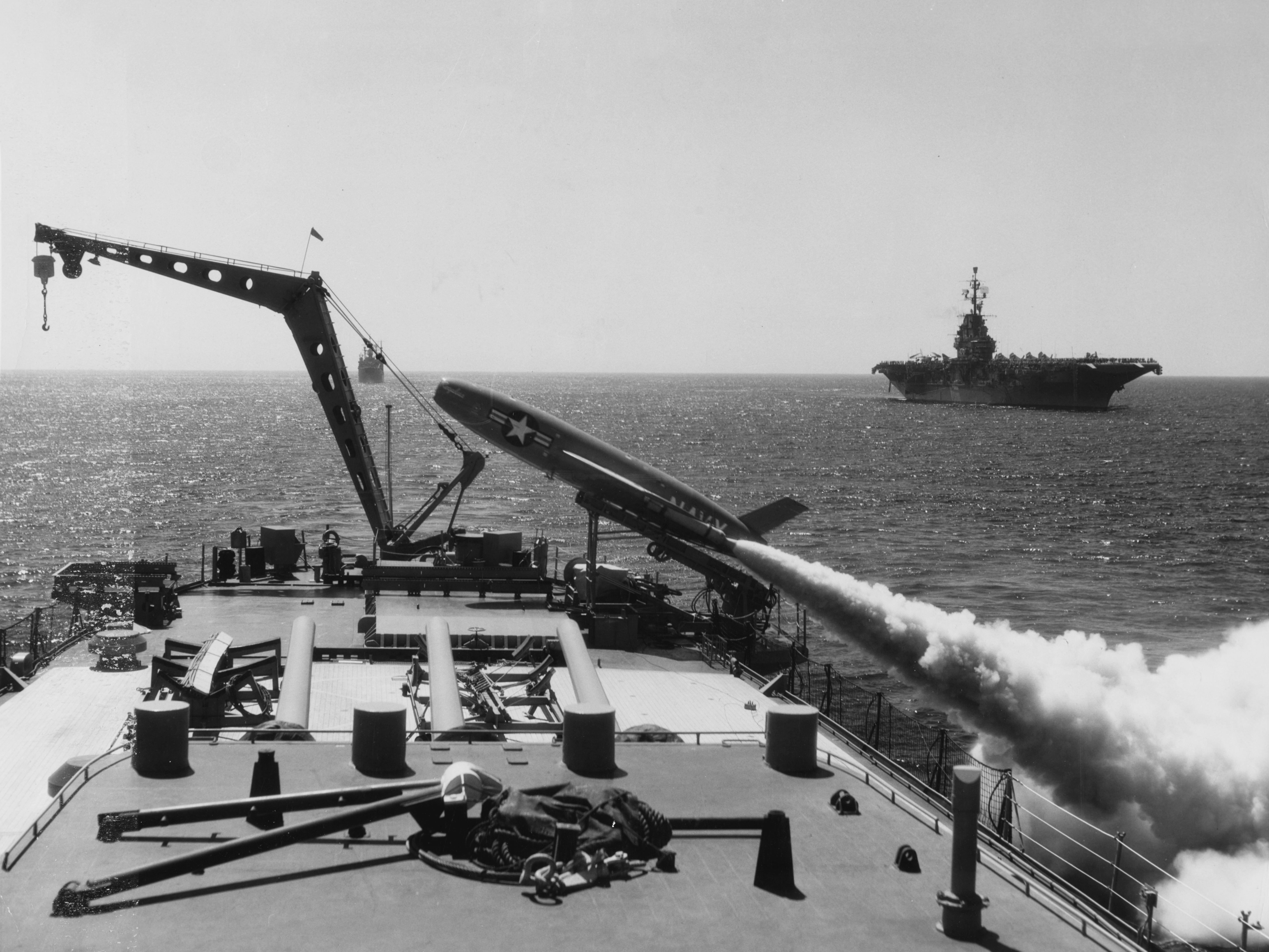
獅子座飛彈自洛杉磯號重型巡洋艦（USS Los Angeles CA-135）上發射。攝於1957年時。

RGM-6獅子座一型（Regulus I）飛彈是美國海軍部署第一種可以攜帶核子武器的戰略巡弋飛彈。
獅子座飛彈的動力來源是一具噴射發動機，加上位於彈體後端的固態火箭協助起飛，預計部署在水面艦艇或者是潛艇上，潛艇在發射前需要浮出水面進行準備的工作。

## 歷史
美國海軍在二次世界大戰末期首次利用安裝炸藥的遙控飛機對日本佔據的島上工事進行攻擊。根據使用的經驗，海軍在戰後希望繼續研發新一代的遙控飛彈。1946年美國海軍打算利用德國於二戰末期使用的V-1飛彈為藍本來設計，但是基於V-1設計上的缺點，海軍打算另起爐灶來滿足他們的需求。
1947年眼看著美國陸軍準備研發的鬥牛士飛彈，海軍趕緊委託正在研發一款射程480公里地對地飛彈的沃特公司改變研究方向，飛彈射程要求提高到930公里，彈頭重量從1800公斤降低至1400公斤。這個飛彈的編號是SSM-N-8。
1951年3月獅子座飛彈進行第一次試射，隔年11月，成功由水面艦艇上發射，1953年7月自潛艇上成功的發射。1954年宣布正式服役，主要攜帶W-5或者是W-27核子彈頭。
獅子座一型飛彈的導引方式採用地面無線電指揮導引，飛行路徑可以由地面追蹤雷達，飛機或者是其他艦艇提供方位與修正用的資料，圓形公算誤差在最大距離下不能超過5%，也就是說，獅子座飛彈在抵達最大射程之際，有50%的機會飛彈與目標之間的誤差距離小於4.6公里。
當1960年代北極星彈道飛彈開始服役之後，獅子座飛彈的射程和發射前繁複的準備工作，使得他在1964年退役，在退役前一年，海軍將編號改為RGM-6。

## 內部鏈結
- 巡弋飛彈
- RGM-15导弹
- MGM-1飛彈
- 北極星彈道飛彈